# Carl Lundborg

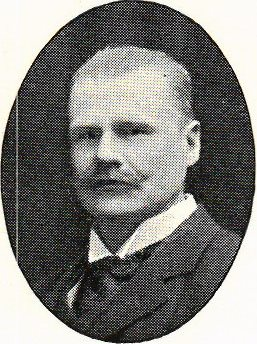
Carl Ludvig Lundborg

Carl Ludvig Lundborg, född 17 juni 1861 i Rogslösa socken, Östergötlands län, död 1 maj 1947 i Kristinehamn, var en svensk psykiater. 
Lundborg blev student vid Uppsala universitet 1880, medicine kandidat 1889 och medicine licentiat vid Karolinska institutet i Stockholm 1895. Han var underläkare vid doktor Erik Nordensons i Stockholm poliklinik och klinik 1895–97 och vid Lunds asyl 1897–1900, andre läkare vid Kronprinsessan Lovisas vårdanstalt för sjuka barn i Stockholm 1900–01, biträdande läkare vid Piteå hospital och asyl 1901–07, t.f. hospitalsläkare vid Vadstena hospital 1907, biträdande läkare vid Nyköpings hospital från 1908, t.f. asylläkare vid Lunds asyl från 1909 och hospitalsläkare i Kristinehamn från 1914.